# Nymula velazquezi
Nymula velazquezi är en fjärilsart som beskrevs av Beutelspacher 1976. Nymula velazquezi ingår i släktet Nymula och familjen Riodinidae. Inga underarter finns listade i Catalogue of Life.